# DC内爆
DC内爆（英语：DC Implosion），是美国漫画出版商DC漫画在1978年将二十多个正在进行和计划进行的流行系列作品突然取消的事件。

## 历史
该名字是参考并讽刺“DC爆炸”，“DC爆炸”是DC漫画在一次市场营销活动中，开始出版更多的作品，而且所有的作品页面数上升，也导致价格上升。DC爆炸首次在从1975年到1978年，一共出现57个新作品。“爆炸”一词首次亮相于1978年六月至九月的修整。
自20世纪70年代初，DC看到了漫威漫画成为市场的主导地位，部分原因是漫威漫画明显增加它出版的作品（包括原材料和转载的书籍）的数量。在很大程度上，DC爆炸是为了超越漫威漫画。
DC在1977年冬季经历持续滞销，部分原因为北美1977年和1978年的暴风雪，暴风雪破坏了分销和削弱消费者的购买力。此外，影响经济的通货膨胀，经济衰退，和整个漫画产业的纸张和印刷费用提高降低了盈利，还有读者数量的持续下降。对此，公司高层下令取消几个仍处于开发阶段的新系列作品。在这些会议上，会议决定，DC长期的旗舰作品《侦探漫画》在＃480结束，后该决定因办公室内的剧烈争吵而被推翻，《侦探漫画》没有与销售较好的《Batman Family》合并。
在1978年6月22日，DC漫画宣布裁员，40％的订单被取消。编辑阿尔米格罗姆和拉里·哈马的两个员工被解雇。

## 《Cancelled Comic Cavalcade》
大約有三十個標題未發表的作品都出現在《Cancelled Comic Cavalcade》中，這是1978年夏季的兩期“ashcan”系列，僅僅為了確立公司版權而“發布”了有限數量的作品。 這個頭銜是DC 20世紀40年代系列Comic Cavalcade的劇本。已經為取消的出版物製作的一些材料後來用於其他系列。這兩卷由一些故事和早期的庫存故事組成，由DC工作人員以黑白方式印在辦公室複印機上。每卷共製作了35份，並分發給該材料的創作者，美國版權局和Overstreet漫畫書價格指南作為其存在的證據。被認為是一個有價值的收藏品，2011年版的漫畫書價格指南中，這兩個問題的價值高達3,680美元。
內容從完成的故事到不完整的藝術作品。封面上有新的插圖;第一個顯示被取消的書籍英雄無論是昏迷還是死在地上，第二個顯示被取消的英雄被戴著西裝的戴著眼鏡的男子踢出辦公室。第一期的封面價格為10美分 ，while the second carried a cover price of $1.00,而第二期的封面價格為1.00美元，但該出版物實際上從未出售過。